# Troïlos
Pour les articles homonymes, voir Troïlus (homonymie).
Dans la mythologie grecque, Troïlos ou Troïlus (en grec ancien : Τρωΐλος / Trōḯlos) est un prince troyen, l'un des fils de Priam ou d'Apollon et d'Hécube.

## Mythe

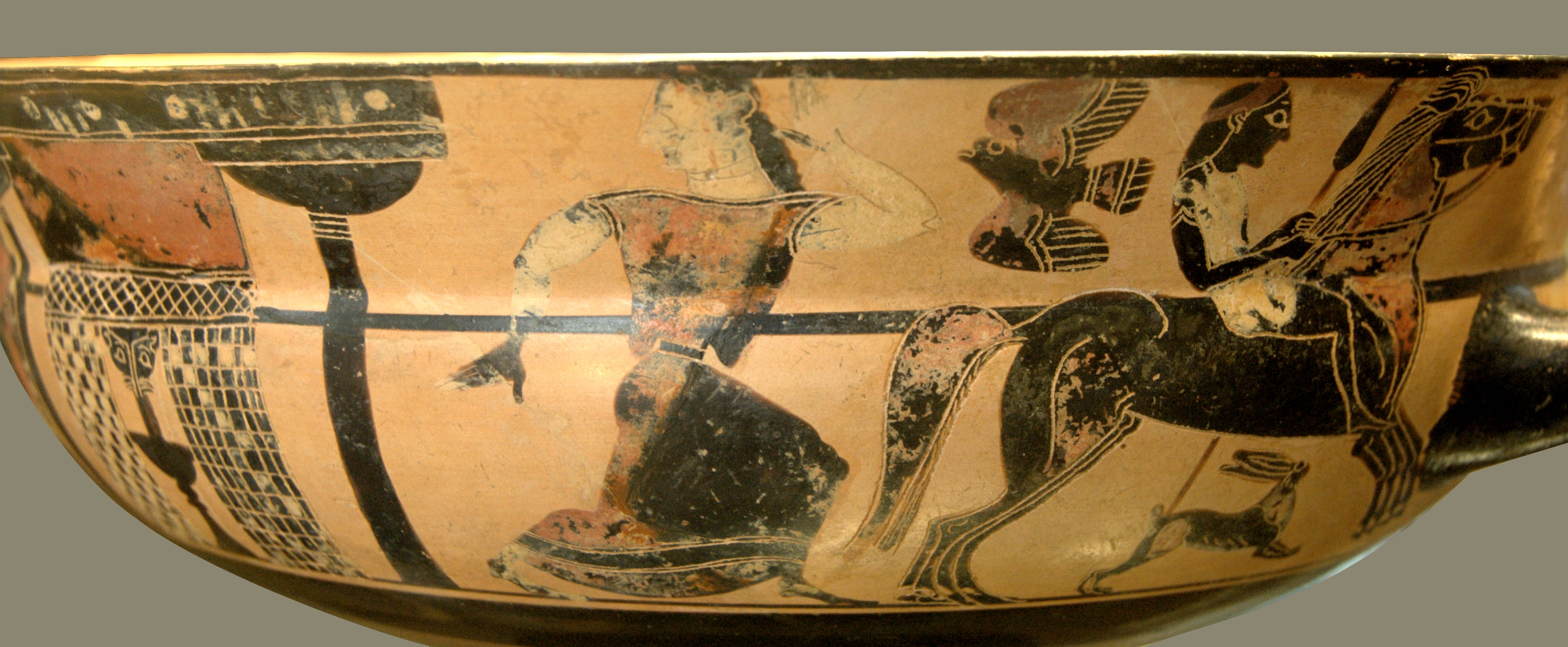
Troïlos et Polyxène fuyant l'embuscade d'Achille, kylix attique à figures noires,, musée du Louvre (CA 6113)

Selon Homère, c'est le fils de Priam. Le pseudo-Apollodore fait de lui plutôt le fils d'Apollon et d'Hécube. Sa mort n'est pas contée dans l’Iliade. En revanche, elle l'est dans les Chants cypriens, l'une des épopées du Cycle troyen : Troïlos est surpris par Achille qui tenta de le séduire alors qu'il fait abreuver ses chevaux. Il refusa les avances et s'enfuit. Poursuivi jusqu'à l'autel d'Apollon Thymbréen, il est décapité et sa tête est jetée aux Troyens qui viennent à son secours.
Alors qu'Homère montre Troïlos comme un guerrier adulte (l'épithète le décrivant est ἱπποχάρμης / hippokhármēs, c'est-à-dire « au char de guerre »), le Cycle le décrit plutôt comme un jeune garçon. Quintus de Smyrne en fait un jeune et beau guerrier :

« Ce fils d'Hécube l'emportait de bien loin sur tous les garçons de la divine Troie ; pourtant sa beauté ne lui servit de rien. »

— (trad. Francis Vian)
Dans l’Éphéméride de la guerre de Troie, Troïlos fait partie des douze jeunes Troyens capturés par Achille et égorgés ensuite devant le bûcher funéraire de Patrocle.
Pour Plaute, sa mort est l'une des trois conditions à la chute de la ville et à la victoire des Grecs dans la guerre de Troie.

## Postérité
Le personnage est repris par Benoît de Sainte-Maure dans le Roman de Troie. L'auteur métamorphose le jeune guerrier en amant malheureux de la cruelle Cressida, qui l'abandonne pour le Grec Diomède. Ce récit est repris par Geoffrey Chaucer dans son poème Troïlus et Criseyde, puis par William Shakespeare dans sa pièce Troïlus et Cressida.

### Chaucer et ses successeurs
Près d'un tiers du texte Troïlus et Criseyde de Geoffrey Chaucer est adapté du poème narratif beaucoup plus court El Filostrato de Giovanni Boccaccio, laissant place à un récit beaucoup plus détaillé et incarné. Le poème de Chaucer reflète une vision du monde plus humoristique que celle de Boccace.
Dans le poème de Chaucer, Criseyde est dominée par Diomède qui la manipule par la peur. A la différence du récit de Boccace, Troïlus n'est pas misogyne. Au lieu de se moquer des amants pour avoir accordé leur confiance aux femmes, Chaucer se moque d'eux pour la façon dont l'amour les affecte. 
Peu de choses ont changé au niveau de l'intrigue par rapport à la structure de Boccace. Les faits n'en sont que plus détaillés, avec Pandarus, par exemple, impliquant Déiphobe lors de ses manœuvres pour unir Troïlus et Criseyde. Chaucer ajoute la scène (qui a influencé Shakespeare) où Pandarus explique à Criseyde les vertus qu’a Troïlus par rapport à celles d'Hector, puis tous deux sont témoins du retour de Troïlus du combat, celui-ci ayant beaucoup de dégâts à son casque. Dans la palinodie, Troïlus regarde en-bas en riant depuis le ciel, enfin conscient de l'insignifiance des émotions mondaines. 
Les récits anglais de la guerre de Troie avaient tendance à ignorer les ajouts de Boccace et de Chaucer. Lydgate est une exception. Dans son récit, des éléments de Chaucer apparaissent comme Pandarus, même si le cadre général de l'histoire suit toujours celui de Guido. La fermeté de Troïlus contraste avec l'inconstance de Criseyde. Dans le récit de la guerre, la bravoure de Troïlus au combat est d’autant plus grande lorsqu'il se rend compte que Diomède a conquis le cœur de Criseyde. 
Chez d'autres auteurs, le vrai Troïlus, la fausse Criseyde et le complaisant Pandarus deviennent finalement des idéaux auxquels il faut faire allusion, comme dans Shakespeare. Dans le poème d’Henryson Le Testament de Cressida, la protagoniste est abandonnée par Diomède, puis tombe malade de la lèpre, devenant méconnaissable pour Troïlus. Il a pitié de la lépreuse qu'elle est devenue et est généreux avec elle, car cela lui rappelle l'idole qu’il a dans son esprit, mais il reste un chevalier païen vertueux qui ne parvient pas à obtenir la rédemption. Malgré cela, selon Henryson, Troïlus est considéré comme une représentation de la générosité. 

### Autres apparitions
Troïlus est également présent dans la pièce La guerre de Troie n'aura pas lieu de Jean Giraudoux.
Il apparaît dans la première série Doctor Who de 1963, lors de l'épisode 20 « The Myth Makers » où il tombe amoureux de la compagne du Docteur qui se fait appeler Cressida et qui quittera le Docteur pour rester dans la Grèce antique par amour pour lui.
Troïlus apparait également dans le jeu vidéo Warriors: Legends of Troy en tant que PNJ. Il est tué par Achille lors d'un duel dans le temple d'Apollon.

### Sources antiques
- Pseudo-Apollodore, Bibliothèque [détail des éditions] [lire en ligne] (III, 12, 5), Épitome [détail des éditions] [lire en ligne] (III, 32).
- Éphéméride de la guerre de Troie (IV, 9).
- Hygin, Fables [détail des éditions] [(la) lire en ligne] (XC).
- Homère, Iliade [détail des éditions] [lire en ligne] (XXIV, 257).
- Quintus de Smyrne, Suite d'Homère [détail des éditions] [lire en ligne] (IV, 419–421).